# L'aspetto occidentale del vestito
L'aspetto occidentale del vestito è la prima raccolta poetica di Giampiero Neri. Dopo la comparsa di alcune anteprime su prestigiose riviste dell'epoca, il volume sarà pubblicato nel 1976 per Guanda, nella collana Quaderni della Fenice. Nello stesso 1976 sono presentati Somiglianze di Milo De Angelis e Il disperso di Maurizio Cucchi.
L'aspetto occidentale del vestito irrompe sulla complessa e variegata scena letteraria portando delle novità a livello stilistico e poetico. Ne L'aspetto occidentale del vestito è presente una commistione tra prosa e poesia, al punto da rendere superflua questa distinzione. L'alternanza tra il componimento in versi e il poemetto in prosa è dovuta all'influenza che la lettura di Dino Campana e di Arthur Rimbaud hanno avuto su Neri.
Lo stile dell'opera è anti-sentimentale e oggettivo; il lessico è apparentemente semplice anche se i testi sono connotati da oscurità e cripticità.

## Struttura
La raccolta è divisa in sezioni, in alcuni casi suddivise in sottocapitoli:
- L'albergo degli angeli
- Il nuovo dottor Livingstone
- L'aspetto occidentale del vestito
- Un caso di omonimia
- A.D. 1960
- Storia naturale
- Dedica
- Pseudocavallo
- Una nota del 1926
- Società di caccia e pesca

## Edizioni
- Giampiero Neri, L'aspetto occidentale del vestito, Guanda, Parma, 1976.